# Tröllaskagi
Tröllaskagi is een  schiereiland in het noorden van IJsland en ligt tussen de Eyjafjörður (oost) en de Skagafjörður (west) ingeklemd. Het schiereiland is bergachtig van karakter en heeft meerdere bergpieken die hoger dan 1000 meter zijn. De hoogste berg is Kerling (1538 m) die op 15 kilometer ten zuidoosten van Akureyri ligt. Met uitzondering van delen van het desolate binnenland van IJsland, is de Tröllaskagi het gebied dat het hoogst boven zeeniveau ligt.
De Tröllaskagi wordt doorsneden door meerdere diepe valleien die tijdens de laatste ijstijd door gletsjers zijn uitgeslepen, en waar nu riviertjes in stromen. Ook nu heeft het schiereiland meerdere gletsjers, maar allen zijn slechts klein van formaat.
De kuststrook is vlak en smal, en hier wonen nu de meeste mensen. Het binnenland is vrijwel onbewoond. Middelen van bestaan zijn voornamelijk van agiculturele aard, en ook de visserij is een belangrijke inkomstenbron. De belangrijkste plaatsen zijn (met de klok mee, te beginnen aan de Skagafjörður): Hofsós, Hólar, Siglufjörður, Ólafsfjörður, Dalvík, Árskógssandur, Hauganes, Hjalteyri, de grootste plaats Akureyri en Hrafnagil.

## Öxnadalsheiði
De ringweg (hringvegur in het IJslands) loopt door de basis van het schiereiland tussen  Skagafjörður en Eyjafjörður over de bergpas Öxnadalsheiði heen. De weg bereikt het hoogste punt op 540 meter boven zeeniveau. Omdat het in dit gebied flink kan sneeuwen, loopt de weg regelmatig het gevaar gesloten te moeten worden. Men onderzoekt de mogelijkheid om men met tunnels de Öxnadalsheiði kan omzeilen. Aan de ringweg ligt bij Silfrastaðir een kerkje. Het bijzondere hieraan is, dat dit een van de twee achthoekige kerkjes van IJsland is. Het andere ligt bij Auðkúla aan het Svínavatn, 120 kilometer naar het westen.

## Lágheiði
In het noordelijke deel van de Tröllaskagi ligt Lágheiði, een hoogvlakte met gelijknamige bergpas waar de weg in een V-vorm van Ólafsfjörður naar de Skagafjörður overheen voert. Deze pas wordt 's winters wegens sneeuwval vaak afgesloten. Om de bereikbaarheid in dit deel van het schiereiland te vergroten, is er een tunnel gegraven, de Héðinsfjarðargöng.

## Webcams
- De ringweg op de Öxnadalsheiði, zicht op het westen.
- De ringweg op de Öxnadalsheiði, zicht op het oosten.